# 卡日马尔克
卡日马尔克，是匈牙利包尔绍德-奥包乌伊-曾普伦州所辖的一个村。总面积12.52平方公里，总人口965，人口密度77.1人/平方公里（2011年1月1日）。